# Коробка, Максим Петрович
Максим Петрович Коробка (1759—1836) — вице-адмирал российского флота.

## Биография
Род Коробок происходит из дворян Черниговской губернии, представители которого ранее были козаками.
Максим родился в 1759 году. 21 мая 1776 года поступил в Морской кадетский корпус, который окончил 1 мая 1778 года с производством в чин мичмана. В 1779 году на фрегате «Св. Евстафий» в составе эскадры под командованием контр-адмирал С. П. Хметевского совершил переход до Норд-Капа и обратно. В компанию 1781 года служил на брандвахтенном фрегате «Парос» на кронштадтском рейде; 1 января 1781 года был  произведён в чин лейтенанта, а 1 мая 1788 года   — в чин капитан-лейтенанта.
Во начале русско-шведской войны командовал госпитальным судном «Турухтан» и 32-пушечным фрегатом «Надежда благополучия». Затем состоял адъютантом сначала при вице-адмирале Я. Ф. Сухотине, а после его гибели — при вице-адмирале А. В. Мусине-Пушкине. За отвагу в сражениях Коробка был награждён золотой шпагой с надписью «За храбрость».
В 1791 году был назначен преподавателем морской практики Морского кадетского корпуса; 15 декабря 1796 года был произведён в чин капитана 2-го ранга, а 1 октября 1798 года — в чин капитана 1-го ранга. В 1797 году пожалован орденом Св. Анны 2-й степени. В компанию 1800 года он командовал 100-пушечным кораблем «Св. Николай Чудотворец» и был награждён кавалерским крестом ордена Св. Иоанна Иерусалимского.
10 февраля 1804 года Максим Петрович Коробка был произведён в чин капитан-командора и назначен директором Балтийского штурманского училища. В 1805 году за труды по устройству штурманского училища удостоился Высочайшего благоволения и был пожалован бриллиантовым перстнем. Возглавлял училище до августа 1808 года, когда в чине контр-адмирала (произведён 01.01.1808) был назначен «флотским в Кронштадте начальником»; в 1808—1809 годах командовал гребной флотилией.
В августе 1812 года был назначен начальником 2-го отряда кораблей (3 линейных корабля, 2 фрегата, 1 корвет, 2 военных транспорта), отправленных в Англию через датские проливы. В следующем году в составе эскадры адмирала Д. Тета находился в плаваниях у французских и голландских берегов, при блокаде неприятельских портов и перехвате военных и транспортных судов. В конце 1813 года вернулся с кораблями, обогнув Норвегию, в Архангельск. В 1815 году получил орден Св. Владимира 4-й степени; 1 июля 1817 года награждён орденом Св. Анны 1-й степени с пожалованием впоследствии алмазных знаков к нему. После войны командовал учебной эскадрой Балтийского флота, затем был начальником 1-й корабельной дивизии и 30 августа 1824 года был произведён в чин вице-адмирала. С 1826 года — главный командир Кронштадтского порта; в 1828 году назначен членом Адмиралтейств-совета.
Умер 28 января (9 февраля) 1836 года.

## Награды
- орден Св. Анны 1-й ст. с алмазами
- орден Св. Владимира 2-й ст.
- орден Св. Георгия 4-го кл.
- золотая шпага «за храбрость».

## Семья
Был женат на дочери полковника, Марфе Афанасьевне Лобысевич. У них было пятеро детей:
- Григорий (ум. в младенчестве);
- Федор (ум. 1873); его сын Александр (1845—1906) — генерал-лейтенант;
- Марфа (ум. 1881), замужем за А. А. Дурасовым;
- Елизавета, замужем за А. П. Авиновым;
- Анна, замужем за А. П. Лазаревым.